# تشينو رودريغيز
تشينو رودريغيز (بالإنجليزية: Chino Rodriguez) هو مروج موسيقى أمريكي، ولد في 2 فبراير 1954.

## وصلات خارجية
- الموقع الرسمي